# 熊本県道202号矢護川大津線
熊本県道202号矢護川大津線（くまもとけんどう202ごう やごがわおおづせん）は、熊本県菊池郡大津町を通る一般県道である。

## 概要
大津町内を南北に貫いている。

### 路線データ
- 起点：熊本県菊池郡大津町大字矢護川（熊本県道23号菊池赤水線交点）
- 終点：熊本県菊池郡大津町大字下町（下町交差点、国道443号交点、熊本県道36号熊本益城大津線終点、熊本県道207号瀬田竜田線上）

## 路線状況

### 重複区間
- 国道57号（菊池郡大津町大字大津）
- 熊本県道207号瀬田竜田線（菊池郡大津町大字陣内・大津町陣内交差点 - 菊池郡大津町大字下町・大津町下町交差点（終点））

## 地理

### 通過する自治体
- 菊池郡大津町

### 交差する道路
| 交差する道路                                                              | 交差する場所 | 交差する場所            |
| ------------------------------------------------------------------------- | ------------ | ----------------------- |
| 熊本県道23号菊池赤水線                                                    | 大字矢護川   | 起点                    |
| 熊本県道30号大津植木線                                                    | 大字大津     |                         |
| 国道57号 重複区間起点 国道325号 重複区間                                  | 大字大津     |                         |
| 国道57号 重複区間終点 国道325号 重複区間                                  | 大字大津     | 大津町大津交差点        |
| 熊本県道207号瀬田竜田線 重複区間起点 熊本県道211号岩坂陣内線              | 大字陣内     | 大津町陣内交差点        |
| 国道443号 熊本県道36号熊本益城大津線 熊本県道207号瀬田竜田線 重複区間終点 | 大字下町     | 大津町下町交差点 / 終点 |

### 交差する鉄道
- 豊肥本線

### 沿線
- 大津町立美咲野小学校
- JR九州豊肥本線 肥後大津駅
- 大津町立大津中学校
- 熊本県立大津高等学校
- 白川
- 大津町役場
- 本田技研熊本工場
- 大津町立大津南小学校